# Route 139 (Québec)
Pour les articles homonymes, voir Route 139.
La route 139 (R-139) est une route nationale québécoise d'orientation nord / sud située sur la rive sud du fleuve Saint-Laurent. Elle dessert les régions administratives de l'Estrie, de la Montérégie et du Centre-du-Québec.

## Tracé
La route 139 commence à la frontière américaine à Abercorn. Elle contourne la ville de Cowansville par le sud et traverse Granby et Acton Vale pour se terminer à Drummondville, sur la route 143.

## Frontière internationale
À son extrémité sud, à Abercorn, la route 139 relie le Québec à l'État du Vermont, aux États-Unis. Elle poursuit son chemin au sud de la frontière sous le nom de Vermont Route 139, laquelle permet de rejoindre la Route 105 du Vermont 3 kilomètres plus au sud. On entre aux États-Unis par la petite municipalité de Richford, dans le comté de Franklin. Le poste frontalier est ouvert à l'année, 24/7, et compte deux voies d'entrée.

## Localités traversées (du sud au nord)
Liste des municipalités dont le territoire est traversé par la route 139, regroupées par municipalité régionale de comté.

### Estrie
Brome-Missisquoi
- Abercorn
- Sutton
- Lac-Brome
- Cowansville
- East Farnham
- Brigham
- Bromont

La Haute-Yamaska
- Saint-Alphonse-de-Granby
- Granby
- Roxton Pond

### Montérégie
Acton
- Roxton
- Roxton Falls
- Acton Vale
- Saint-Théodore-d'Acton

### Centre-du-Québec
Drummond
- Wickham
- Drummondville

## Intersections majeures
| MRC                     | Municipalité             | km     | Destinations                                    | Notes |
| ----------------------- | ------------------------ | ------ | ----------------------------------------------- | --- |
| Brome-Missisquoi        | Abercorn                 | 0,00   | VT 139 sud – Richford                           | Continue au Vermont |
| Brome-Missisquoi        | Sutton                   | 11,50  | R-215 nord – Brome, Waterloo                    | Waterloo indiqué en direction nord seulement; terminus sud de la R-215                                                                           |
| Brome-Missisquoi        | Cowansville              | 24,00  | R-104 est – Lac-Brome                           | Terminus sud du multiplex avec la R-104 |
| Brome-Missisquoi        | Cowansville              | 26,70  | R-241 nord – Cowansville, Bromont               | Cowansville indiqué en direction nord, Bromont indiqué en direction sud; terminus sud de la R‑241                                                |
| Brome-Missisquoi        | Cowansville              | 31,80  | R-202 ouest – Dunham                            | Terminus est de la R-202 |
| Brome-Missisquoi        | Cowansville              | 34,70  | R-104 ouest – Farnham                           | Terminus est du multiplex avec la R-104 |
| La Haute-Yamaska        | Saint-Alphonse-de-Granby | 49,90  | A-10 – Montréal, Sherbrooke                     | Sortie 68 de l'A-10 |
| La Haute-Yamaska        | Granby                   | 58,30  | R-112 – Saint-Césaire, Saint-Hyacinthe, Granby  | Saint-Césaire indiqué en direction sud, Granby indiqué en direction nord. Intersection avec séparation de niveau où R139 a une circulation libre |
| Acton                   | Roxton Falls             | 88,80  | R-241 sud – Waterloo, Saint-Joachim-de-Shefford | Saint-Joachim-de-Shefford indiqué en direction sud seulement; terminus nord de la R-241                                                          |
| Acton                   | Roxton Falls             | 89,40  | R-222 est – Valcourt                            | Terminus ouest de la R-222 |
| Acton                   | Acton Vale               | 98,30  | R-116 ouest – Saint-Hyacinthe, Upton            | Terminus sud du multiplex avec la R-116; Upton indiqué en direction sud seulement                                                                |
| Acton                   | Acton Vale               | 99,10  | R-116 est – Richmond                            | Terminus nord du multiplex avec la R-116 |
| Drummond                | Drummondville            | 122,10 | A-55 vers A-20 – Montréal, Québec, Sherbrooke   | Sortie 116 de l'A-55 |
| Drummond                | Drummondville            | 124,10 | R-143 – Drummondville, Richmond                 | |
| - Terminus de multiplex |                          |        |                                                 | |